# Collegiata di San Martino (Cerreto Sannita)
La collegiata di San Martino è un'architettura religiosa sita nel centro storico di Cerreto Sannita.
Citata per la prima volta nel 972, costituiva una delle sei parrocchie di Cerreto antica. Il 22 febbraio 1544 il vescovo Alberico Giaquinto, consenzienti il conte Diomede III Carafa e l'universitas (amministrazione comunale dell'epoca), eresse la chiesa a collegiata, dotandola di un capitolo di undici canonici più l'arciprete e unificando le altre cinque parrocchie.
Rasa al suolo dal terremoto del 5 giugno 1688, fu ricostruita al centro del nuovo tessuto urbanistico voluto dal conte Marzio Carafa e da suo fratello Marino, grazie ai fondi messi a disposizione dall'universitas, dalla confraternita del Santissimo Corpo di Cristo e dai feudatari.
La collegiata, caratterizzata dalla scalinata lapidea esterna che si divide in quattro rami, con i suoi 2.000 m² di superficie, 58,50 metri di lunghezza, 32,40 di larghezza e 25 di altezza è la chiesa più ampia della diocesi di Cerreto Sannita-Telese-Sant'Agata de' Goti. Al suo interno sono conservati numerosi dipinti del XVIII secolo, pregevoli statue lignee, alcuni pavimenti in ceramica cerretese antica, un organo ottocentesco in cassa barocca ed alcuni altari in marmi policromi intarsiati.

## Storia

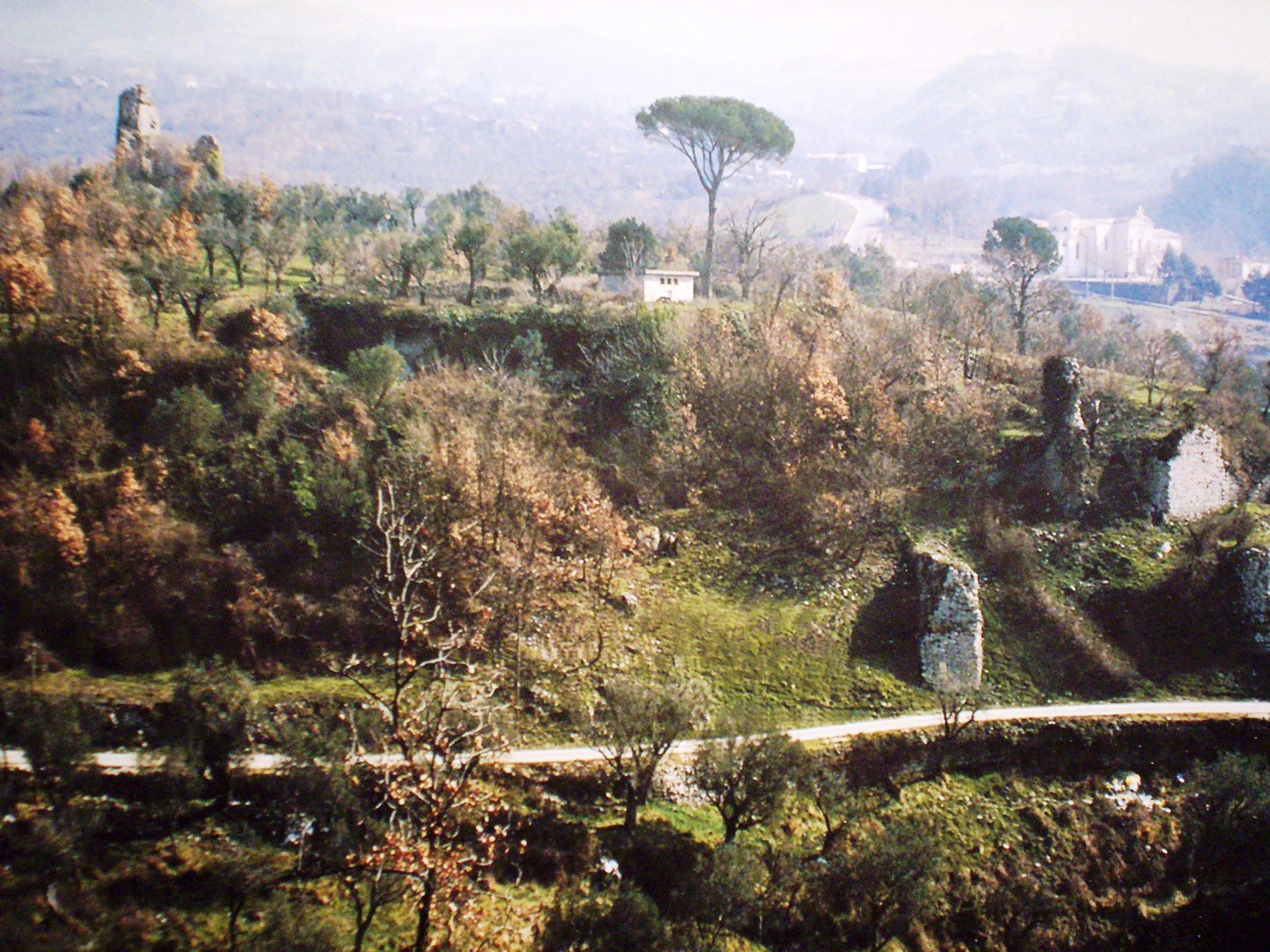
Il colle dove sorgeva la città di Cerreto antica, distrutta dal terremoto del 5 giugno 1688. In alto a sinistra si possono vedere i ruderi del torrione medievale. La chiesa di San Martino si ergeva al centro del borgo murato.

### La chiesa nella Cerreto antica

#### Dal 972 al 1544
La chiesa di San Martino vescovo viene citata per la prima volta in un diploma del 22 aprile 972, conservato presso la biblioteca del Museo del Sannio a Benevento. In questo antico documento vengono elencate una serie di donazioni che l'imperatore Ottone I di Sassonia effettuò a favore dell'abate Azzone di Santa Sofia di Benevento e, fra le varie donazioni, viene menzionata una cappella sita in Cerreto ed intitolata a San Martino. Questa donazione venne ratificata nel 1022 e nel 1038 rispettivamente dagli imperatori Enrico II il Santo e Corrado II il Salico, e nel 1088 da papa Gregorio VII.
Non si hanno altre notizie sino al 15 luglio 1364, data in cui l'abate Tommaso, arciprete della chiesa di San Martino, è annoverato tra i testimoni di una sentenza emessa dal vescovo di Telese Giacomo II nel giudizio vertente tra il monastero di San Vittorino di Benevento e l'abbazia benedettina del Santissimo Salvatore di San Salvatore Telesino. L'arciprete si firmò così: «Ego abbas Thomas archipresbiter Cerreti testis predictus dicte sententie interfui et manu propria me subscripsi» (Io abate Tommaso, arciprete di Cerreto, fui presente alla dichiarazione del teste predetto e di mia mano sottoscrivo).
A cavallo fra il XV e il XVI secolo la chiesa viene descritta come simile ad una "casa diruta" avente una copertura di "piccoli legni". Nonostante ciò essa era una delle sei parrocchie di Cerreto antica ed era curata da un arciprete che celebrava quotidianamente l'Eucaristia.
Successive notizie si hanno nei primi decenni del Cinquecento: nel 1525 l'arciprete Giacomo de Blasiis accettò una cospicua donazione di beni mobili ed immobili, nella qualità di rettore della chiesa di Sant'Angelo "fuori le mura"; nel 1528 don Dionisio de Donatis, arciprete di San Martino, si impegnò a prestare il servizio sacro nella chiesa di San Leonardo in Cerreto, di patronato dell'universitas (amministrazione comunale dell'epoca); nel 1540 con decreto della Santa Sede furono ridotte le decime dovute all'arciprete.
Con decreto del 22 febbraio 1544 il vescovo Alberico Giaquinto - consenzienti il conte Diomede III Carafa e l'universitas - eresse la chiesa di San Martino a collegiata. Con lo stesso decreto mons. Giaquinto soppresse le altre cinque parrocchie esistenti a Cerreto (San Bartolomeo, San Biagio, San Cristoforo, Sant'Angelo e Santa Maria) ed alcune chiesette minori (San Pietro, San Giorgio, Santa Croce, San Basilio, San Gennaro, San Giacomo, San Nicola, Sant'Angelo in Sasso e San Leonardo), aggregando le relative rendite alla neonata collegiata. La creazione di una collegiata, auspicata dai cittadini cerretesi già negli Statuti civici del 1541, era fortemente voluta anche dal clero sia allo scopo di migliorare la cura delle anime che al fine di garantire un migliore sostentamento dei sacerdoti.
Il decreto di istituzione della collegiata ricevette l'assenso apostolico con disposizione di papa Paolo III del 21 aprile 1548.
La collegiata venne dotata di un capitolo costituito da undici canonici più l'arciprete. I conti Carafa si riservarono il diritto di nominare e di revocare l'arciprete; questi, che doveva essere "abile ed idoneo" a rivestire tale carica, poteva essere scelto solo fra i sacerdoti nati a Cerreto o figli di cerretesi.

#### Dalla metà del XVI secolo al terremoto del 5 giugno 1688

Ricostruzione ideale della collegiata di San Martino in Cerreto antica (ignoto, 1965). La torre campanaria, molto alta, era simile al campanile della basilica santuario di Santa Maria del Carmine Maggiore a Napoli

Subito dopo l'erezione della chiesa a collegiata si rese necessario provvedere ad ampliare l'edificio al fine di accogliere degnamente i fedeli. I lavori di ampliamento, sovvenzionati dalla confraternita del Santissimo Corpo di Cristo di Cerreto, procedettero poco per volta e si conclusero sul finire del Cinquecento.
Nel 1596 il vescovo mons. Eugenio Savino annotò che l'architettura aveva una pianta a croce latina con la navata centrale divisa dalle laterali da otto arcate per lato. Nonostante ciò la collegiata non era sufficiente ad accogliere tutti i cerretesi che in tale epoca erano circa diecimila.
La chiesa aveva, oltre al maggiore, altri venti altari distribuiti in altrettante cappelle. In una nicchia a lato dell'altare maggiore il 5 maggio 1596, durante una solenne cerimonia, vennero inserite le reliquie di diversi Santi provenienti dalla cadente cattedrale della Santa Croce di Telese.
Fra le varie cappelle si annoveravano:
- la cappella della Santa Croce, costruita per volere del barone Pietro Mazzacane. Nella prima metà del Seicento godeva di una rendita tale che vi si celebravano centocinquantasei messe l'anno;[13]
- la cappella di Santa Caterina, edificata per volontà del barone Mario Ciaburro. Sita nella penultima navata sinistra era arredata da una pala d'altare raffigurante le Storie della vita di Santa Caterina, eseguita nel 1594 dal pittore Annibale Scattone e valutata 55 ducati.[13]
- la cappella di Santa Maria della Pietà, edificata dal vescovo Annibale Cotugno che nel 1580 la dotò di diverse suppellettili del valore complessivo di 150 ducati. Questa cappella aveva una sepoltura che venne usata per inumarvi i vescovi cerretesi sino al completamento della Cattedrale di San Leonardo.[14]

Il soffitto della navata centrale era ricoperto di fogli d'oro mentre l'abside era interamente affrescata.
La chiesa, che era sita nel mezzo del borgo murato di Cerreto antica, si affacciava su una piazza.
Originariamente le campane trovavano posto sulla sagrestia ma nel 1616, grazie alla cospicua donazione fatta dal cerretese Antonio Castelli, fu possibile indire un'asta pubblica allo scopo di costruire un campanile. La torre campanaria della collegiata, ammirata dai cittadini e dai forestieri per la sua imponenza e per la sua altezza, era simile al campanile della basilica santuario di Santa Maria del Carmine Maggiore a Napoli.
Il terremoto del 5 giugno 1688 rase al suolo Cerreto antica e la collegiata. Sotto le macerie morirono l'arciprete Andrea Mazzacane e due canonici.
Uno degli otto canonici della collegiata salvatisi, Giovan Lorenzo Dalio, così si espresse in merito al crollo del campanile e della chiesa nell'elegia "La caduta di Cerreto per il terremoto":
Nelle settimane successive il servizio parrocchiale fu trasferito nella Chiesa di San Giovanni (Cerreto Sannita), scampata alla distruzione del terremoto.

### L'attuale chiesa

Pianta della chiesa (Nicola Ciaburri, 1979). La collegiata venne progettata da Giovanni Battista Manni, lo stesso ingegnere che ideò il nuovo tessuto urbanistico di Cerreto Sannita dopo il terremoto del 5 giugno 1688.

#### La ricostruzione
La decisione di ricostruire la cittadina più a valle, presa dal conte Marzio Carafa e da suo fratello Marino Carafa, indusse gli amministratori della collegiata ad occupare una vasta porzione di terreno di proprietà della nobildonna Angela Feo. L'area occupata, lunga 190,5 palmi e larga 123 (50 metri per 30 circa), fu valutata 53,94 ducati, ma ne vennero pagati solo 40,94, avendo la proprietaria donato 13 ducati.
Il luogo scelto per ricostruire la collegiata si trovava al centro del nuovo tessuto urbanistico, in posizione dominante rispetto l'antistante piazza.
La ricostruzione della collegiata fu voluta espressamente dai feudatari Carafa e a tale scopo il conte Marzio delegò il cerretese Antonio Gennarello a supervisionare il cantiere. Lo stesso Gennarello in un documento del 1699 attestò che «[...] se non fosse stato per il Sign Duca non si sarebbe fabbricata detta chiesa».
Grazie anche ad una donazione di 207 ducati da parte di Marino Carafa, il cantiere procedette molto speditamente tanto che dopo pochi mesi i muratori (Orazio, Giuseppe, Nicola Paduano e Giovanni Giamei) consegnarono un primo ambiente. Questo vano, chiamato dal Gennarello chiesa nuova, era una semplice stanza esposta ad occidente dotata di un altare e di due sepolture. Il 21 luglio 1689 vi fu celebrata la prima messa al termine della quale furono sparati dei fuochi artificiali per festeggiare il lieto evento.
Il progetto definitivo della chiesa, redatto dal regio ingegnere Giovanni Battista Manni, venne consegnato nel 1690 dal conte Marzio Carafa al Gennarello assieme ad altri duecento ducati per finanziare il cantiere.
Il governatore della contea Migliorini, che visitò il cantiere della collegiata negli anni 1690, scrisse questi versi:
Nel 1696 fu completato il transetto che, chiuso ai lati da pareti provvisorie, funse da chiesa sino al 1733.
La morte di Antonio Gennarello e dei feudatari Carafa indusse la confraternita del Santissimo Corpo di Cristo ad accollarsi le spese del cantiere. Pertanto nei primi anni del XVIII secolo venne stipulato un contratto di appalto fra gli economi della confraternita ed i muratori Orazio e Nicola Paduano, Antonio Fazzino, Giuseppe Marchitto, Cesare Calvitto e Marco Antonio Terrera. Entro il 1713 i muratori consegnarono la navata sinistra e, pochi anni dopo, anche la navata destra.
Il 4 febbraio 1719 venne stipulato il contratto finale di appalto dei lavori fra il cerretese Andrea Salvatore e gli economi della confraternita del Santissimo Corpo di Cristo. Andrea Salvatore si impegnava, entro il termine di tre anni, a «perfezionare tutte le fabbriche di detta Chiesa Collegiata» ed in particolare ad eseguire: i portali in pietra, le volte della navata centrale, l'intonaco delle tre navate e delle cappelle, l'arricciatura delle pareti esterne, la tettoia ed il pavimento in "mattoni arrotati". Gli economi, in cambio, si impegnavano a concedere al Salvatore per dieci anni la "masseria di pecora" di proprietà della confraternita che era costituita da 4601 pecore e 1297 giumente. I lavori appaltati avevano un valore di 3.692 ducati (pari a circa 500.000 euro).
Nel 1733 gli economi della confraternita del Santissimo Corpo di Cristo bandirono una gara di appalto per l'esecuzione delle quattro scalinate di accesso che dovevano essere realizzate secondo il progetto redatto dal regio ingegnere Bartolomeo Tritta. La gara fu vinta dal maestro scalpellino Antonio Di Lella che offrì 250 ducati contro i 300 di Giovanni Sanzaro. L'opera fu consegnata all'inizio del 1734 ma, siccome il maestro si lamentò per aver subito una perdita anziché un guadagno, il viceconte Alfonso Guarino sentenziò l'assegnazione di altri 50 ducati ad Antonio Di Lella.
Negli anni 1730, infine, furono realizzati presbiterio, abside, coro e sagrestia.

#### Dalla metà del XVIII secolo ad oggi

L'inaugurazione del monumento ai caduti in guerra (Cerreto Sannita, 13 settembre 1925). Sullo sfondo la collegiata.

Il 25 maggio 1761 gli economi della confraternita del Santissimo Corpo di Cristo affidarono al maestro Giovan Battista Borrelli, milanese residente ad Arienzo, l'esecuzione delle decorazioni a stucco delle navate e del transetto. Il maestro si impegnava anche ad abbellire la facciata principale e ad alzarla di circa 5 metri al fine di ridurre la sproporzione esistente fra altezza e larghezza.
Giovan Battista Borrelli, inoltre, realizzò un grande stucco raffigurante San Martino a cavallo che era situato nella parte superiore della facciata. Questo stucco, secondo quanto scrive lo storico locale Nicola Rotondi, a poco a poco si scrostò sino a distaccarsi del tutto sul finire del Settecento.
Nel 1762 il canonico Luca Carizza, proveniente da una facoltosa famiglia cerretese, istituì un collegio di sei mansionari al quale assegnò un patrimonio dal valore di 2.500 ducati.
Nel 1799 fu posta la croce di ferro sulla facciata mentre nel 1832 fu messo in funzione un orologio al quale provvedeva l'amministrazione comunale.
Il terremoto del 26 luglio 1805 lasciò illesa la collegiata al contrario delle altre chiese di Cerreto. I cerretesi attribuirono ciò a miracolo della Madonna delle Grazie, la cui scultura lignea era stata portata nella collegiata per alcuni giorni.
Il vescovo Luigi Sodo fra il 1854 e il 1856 provvide a dotare la chiesa delle reliquie dei santi Vittore, Giusto, Aurelio, Apollonia, Lucia e Biagio che vennero poste in diversi altari.
Con l'abolizione della personalità giuridica delle collegiate (1867) la chiesa, pur restando parrocchia, perse il capitolo dei canonici. Nello stesso anno il comune di Cerreto Sannita revocò l'assegno mensile dovuto all'arciprete ma questi intraprese una lunga e dispendiosa lite giudiziaria nella speranza di riottenere il sussidio. La sentenza definitiva, emanata nel 1901, respinse tutte le richieste dell'arciprete.
Durante la prima guerra mondiale la chiesa dovette ospitare ben duemila uomini di truppa del XXXI reggimento fanteria della Brigata Siena a seguito di richiesta del prefetto indirizzata al sindaco Armando Ungaro. I soldati provocarono non pochi danni agli arredi sacri e alle suppellettili tanto che il vescovo mons. Ianacchino inviò un laconico biglietto all'arciprete Francesco Ciaburri con scritto «si osservi il disposto del telegramma del Ministero onde evitare mali maggiori. La benedico».
Dopo il terremoto dell'Irpinia del 1980 la collegiata è stata oggetto di un lungo intervento di restauro durante il quale si è provveduto al consolidamento delle mura e della copertura, alla tinteggiatura dell'aula ed alla messa in opera di una nuova pavimentazione in marmo. Nel 2009 un altro intervento restauro ha ripristinato gli originali colori del transetto, della cupola, dell'abside e della quinta cappella della navata sinistra.

### I rapporti fra i capitoli della collegiata e della cattedrale

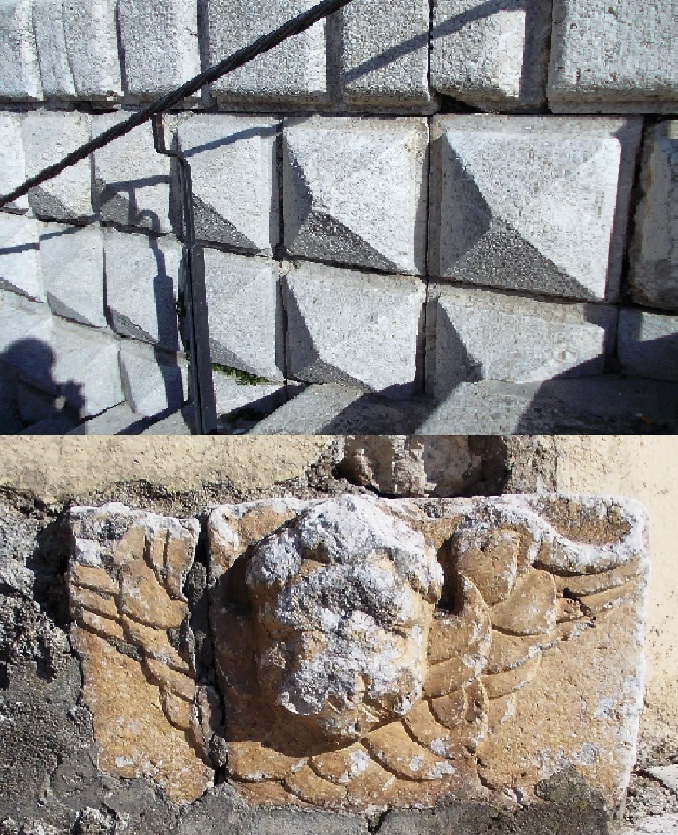
Durante la costruzione delle scalinate esterne della collegiata venne inserito del materiale lapideo proveniente dalla vecchia collegiata di Cerreto antica, distrutta dal terremoto del 5 giugno 1688. In alto: bugnato a punta di diamante. In basso: putto ad altorilievo.

Nel 1609 il vescovo mons. Giovanni Francesco Leone si rivolse alla Congregazione per i Vescovi chiedendo il definitivo trasferimento delle funzioni episcopali e canonicali da Telese a Cerreto «in considerazione che sia i canonici che lo stesso Duca sono d'accordo che ogni ulteriore permanenza stabile a Telese è impossibile per lo stato deplorevole della Cattedrale, la malignità dell'aere, la desolazione della città, rimasta senza popolo, l'esistenza perniciosa delle mofete e delle acque stagnanti e paludose e anche perché i canonici, per recarsi a Telese dai vicini paesi, pativan disastri ed erano assaltati per la strada dai ladri i quali si nascondevano nel vicino bosco di monte Pugliano». La Congregazione, dopo aver accertato quanto descritto dal vescovo, dispose il trasferimento del servizio episcopale da Telese a Cerreto con decreto del 22 maggio 1612.
I collegiati (l'arciprete ed i canonici della collegiata) non accolsero favorevolmente il trasferimento del vescovo e del capitolo della cattedrale da Telese a Cerreto, vedendo i canonici episcopali come pericolosi concorrenti. All'inizio i collegiati cercarono di far annullare il decreto del 1612 ma, visti i numerosi insuccessi collezionati, dovettero limitarsi a ostacolare il lavoro del vescovo e dei suoi canonici.
Nel 1614 i collegiati irruppero nella cattedrale creando scompiglio mentre si stava celebrando la santa messa, mentre nel 1617 abbandonarono all'improvviso e senza motivo una processione diretta dal vescovo. Nel 1618 avvennero altri due gravi episodi: i collegiati infatti in occasione della visita pastorale non solo si rifiutarono di accompagnare il vescovo (come era tradizione) dal palazzo vescovile alla chiesa ma, appena terminata la predica quaresimale, essi (stando ad una testimonianza dell'epoca) «se ne fuggirono senza salutare, chi in coro, chi in sacrestia, con tanto mal modo che i secolari restarono attoniti». L'anno successivo i collegiati chiesero alla Congregazione per i Vescovi di annullare l'ordine dato a voce dal vescovo di non portare berretti in chiesa alla sua presenza.
Altra lite più eclatante avvenne nel 1624 quando la cerretese Beatrice de Martino, in punto di morte, dispose di essere sepolta nella cattedrale. Durante il funerale irruppero alcuni collegiati che reclamarono il diritto di celebrare la funzione visto che l'estrema unzione era stata data da un canonico della collegiata. Si arrivò quindi ad uno scontro fisico e i canonici don Bernardino de Palma (della collegiata) e don Giovan Antonio Giamei (della cattedrale) si ferirono a colpi di croci. Due anni dopo l'arciprete della collegiata don Pietro Lanni maledisse in punto di morte un moribondo che aveva scelto di essere sepolto nella cattedrale.
Il culmine delle liti fra i due capitoli si raggiunse durante la festività del Corpus Domini del 1638. Tale celebrazione era tradizionalmente presieduta dal vescovo ma, siccome in quell'anno il vescovo si trovava a Roma, il rito doveva essere tenuto dall'arcidiacono della cattedrale. I collegiati, non volendo sottostare all'arcidiacono, armati del loro ostensorio, si diressero verso la cattedrale dove quasi in contemporanea si tennero due sante messe tenute rispettivamente dai canonici della cattedrale (presso l'altare maggiore) e dai collegiati (presso l'altare di San Dionisio, di patronato della famiglia Mazzacane). Terminata la celebrazione i due sacerdoti, dopo aver preso i rispettivi ostensori, si diressero verso la porta. Nel corteo processionale i collegiati, anche grazie all'aiuto delle guardie personali del viceconte, poterono sistemarsi davanti ai canonici della cattedrale. La maggioranza dei fedeli si dispose dietro i collegiati, lasciandosi alle spalle i canonici della cattedrale; questi, da dietro, iniziarono ad armeggiare con le candele dandole in testa ai fedeli che avevano scelto di seguire i collegiati. Arrivata la processione nella collegiata l'arciprete dispose di chiudere la porta della chiesa e di non far entrare i canonici della cattedrale. La gente gridò allo scandalo e nel processo che fu istruito successivamente presso la curia vescovile molti testimoni asserirono che prima o poi il mondo sarebbe crollato a causa dell'eclatante disunione dei due capitoli.
Il terremoto del 5 giugno 1688 placò gli animi dei sacerdoti e per molti anni si ebbe un periodo di relativa serenità interrotto solo da alcune sporadiche incomprensioni subito risolte. L'ultima lite fra i due capitoli, risalente al 1886, riguardava la ripartizione dei diritti di sepoltura e la regolamentazione della processione del Corpus Domini.
I cerretesi al fine di evitare il ripetersi di queste liti nel 1617 chiesero alla Congregazione per i Vescovi l'istituzione nella cattedrale di una seconda parrocchia. Nella richiesta veniva proposto di assegnare alla cattedrale tutti i cerretesi residenti fuori dalle mura di Cerreto antica mentre alla collegiata doveva rimanere solo la cura dei fedeli domiciliati nel centro storico. Nel 1647 probabilmente a causa dell'aumento della popolazione (i cerretesi in quell'anno erano circa diecimila) i cerretesi scrissero una nuova supplica al fine di istituire una seconda parrocchia nella cattedrale e una terza parrocchia nella chiesa di San Biagio. Entrambe le richieste, non si sa per quale motivo, non furono prese in considerazione dalle autorità ecclesiastiche. Solo dopo più di tre secoli, nel 1962, nella cattedrale fu istituita una seconda parrocchia intitolata al Sacro Cuore di Gesù.

### La confraternita del Santissimo Corpo di Cristo

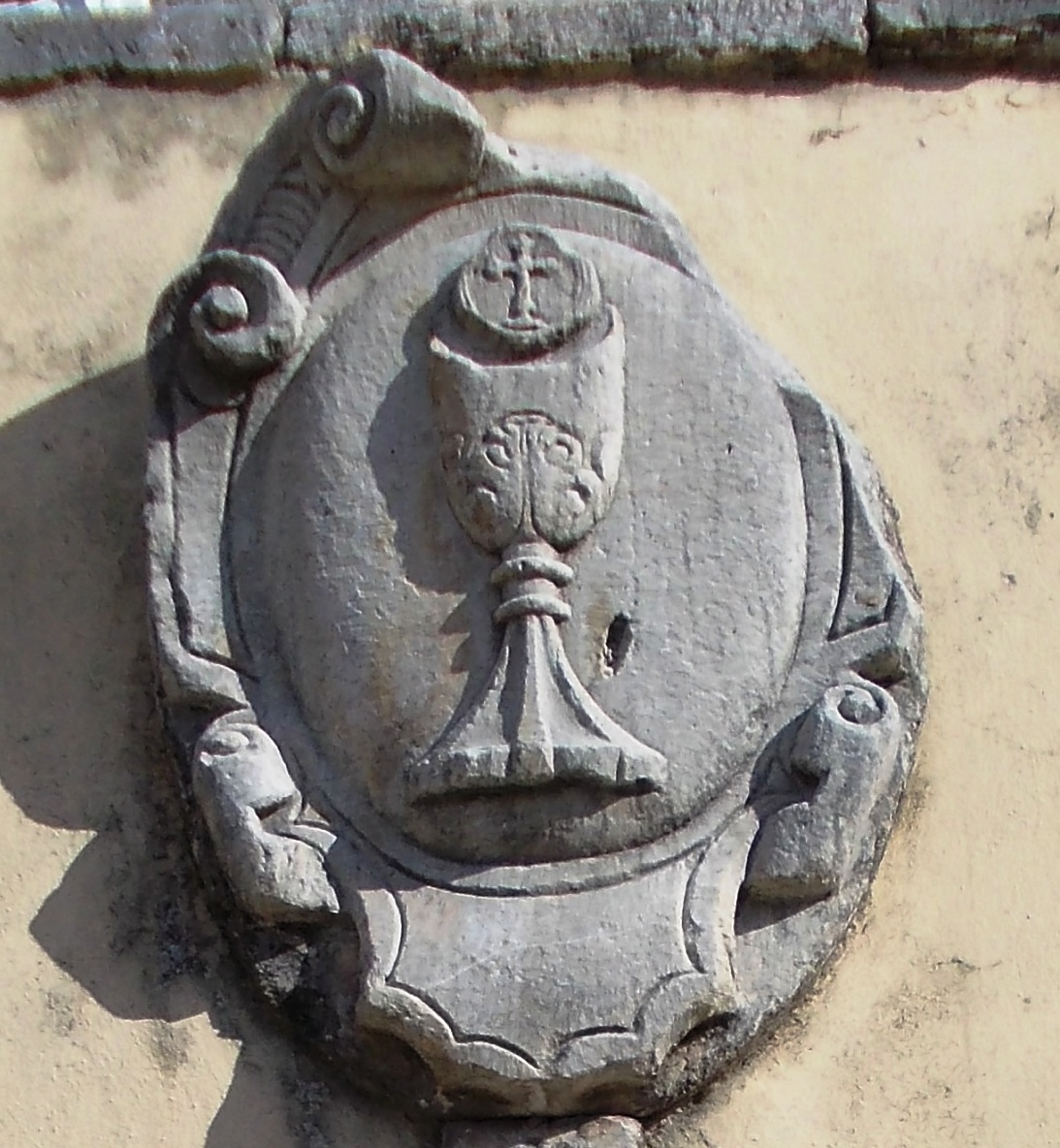
Stemma in pietra della confraternita posto alla base delle scalinate (1733).

Nella chiesa ebbe sede dal XVI al XIX secolo la confraternita del Santissimo Corpo di Cristo che rivestì un ruolo molto importante nella ricostruzione della collegiata dopo il terremoto del 5 giugno 1688 e nella vita sociale cerretese. Questa associazione di laici, formatasi nel 1580, era retta da un governatore e da due economi eletti annualmente dai confratelli e sottoposti alla giurisdizione episcopale.
La confraternita possedeva un ricco patrimonio: l'introito principale proveniva dalla "masseria di pecore", un gregge di pecore che veniva dato in fitto a privati cittadini. Nel 1688 la masseria, che era composta da 1669 capre e 1827 pecore, portò un'entrata di 1112 ducati, che aumentò negli anni successivi.
Grazie alle cospicue disponibilità finanziarie la confraternita si adoperò prima per ampliare e abbellire la vecchia collegiata di Cerreto antica dotandola anche di un grande tabernacolo, acquistato a Napoli nel 1596, poi per portare a completamento il cantiere della nuova collegiata dopo il sisma del 1688.
Nel XVIII secolo la confraternita si trovò a gestire, assieme alla confraternita della Madonna di Costantinopoli e ad alcuni privati, l'intera industria dei pannilana cerretesi.
La progressiva decadenza dell'industria dei pannilana cerretesi privò la confraternita di una grossa fetta delle sue entrate e le poche rendite rimaste passarono alla mensa vescovile a seguito di disposizione regia del 15 maggio 1857.
Oltre quella del Santissimo Corpo di Cristo nella collegiata avevano sede altre tre confraternite:
- la confraternita della Dottrina cristiana, citata per la prima volta nel 1618;[14]
- la confraternita dei Sette dolori, istituita il 27 aprile 1721 con assenso di padre Nicola Ottoni, vicario generale dei Servi di Maria di Napoli;[42]
- la confraternita del Preziosissimo Sangue di Gesù, voluta dall'arciprete Raffaele Fazzini nel 1834.[43]

La collegiata attualmente è priva di confraternite.

## Descrizione

### Esterno

#### Facciata

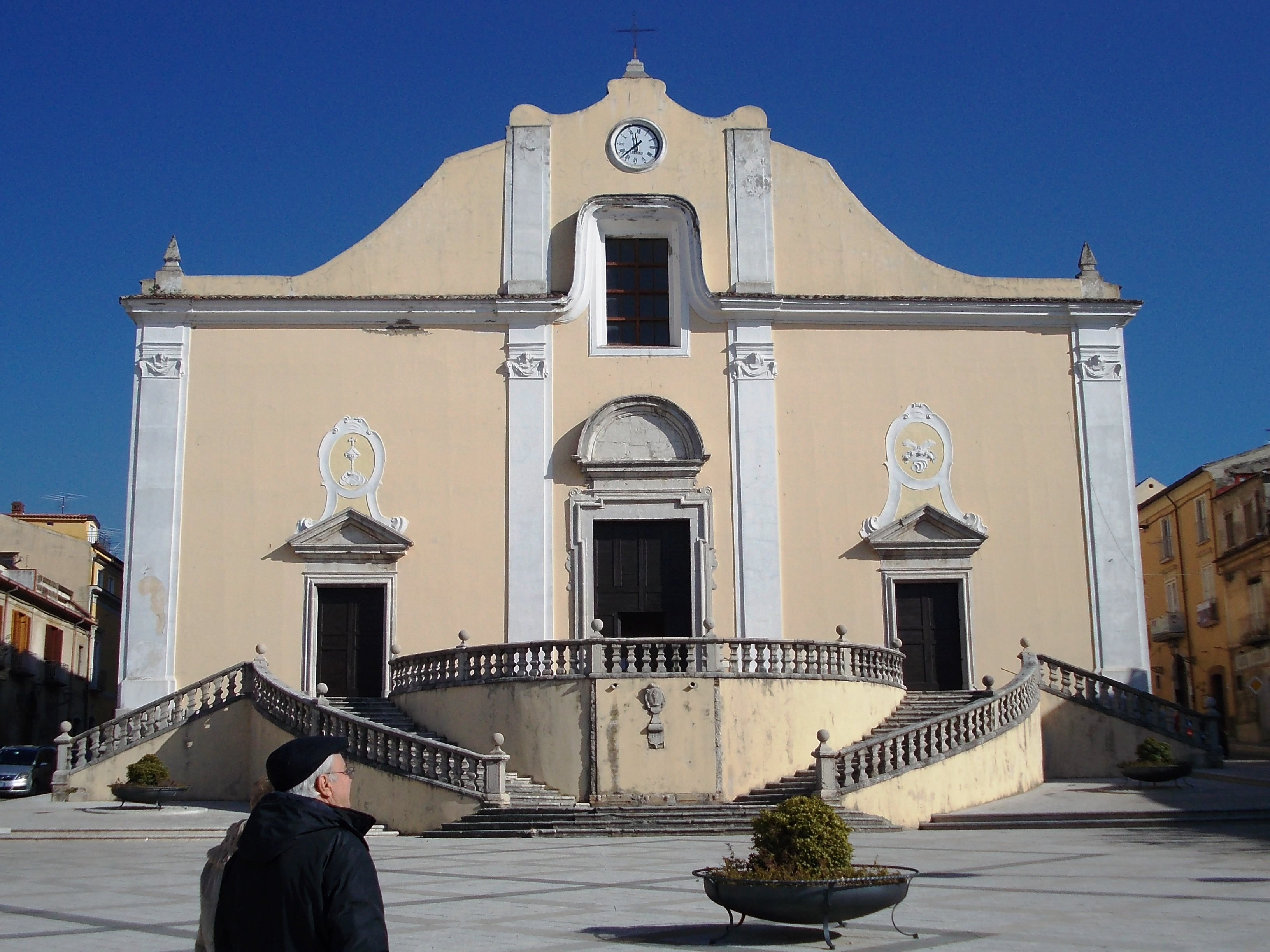
L'esterno della collegiata con le scalinate progettate dal regio ingegnere Bartolomeo Tritta ed eseguite dal maestro Antonio Di Lella (1733).

La chiesa di San Martino, che domina l'omonima piazza, si erge nel mezzo del centro storico di Cerreto Sannita, di fronte al palazzo del Genio e alle ex carceri feudali.
La facciata, ampia ed ariosa, è alta 25 metri e ha forma rettangolare sino al cornicione; quest'ultimo è retto da quattro lesene ornate, nella parti terminali, da putti in stucco ad altorilievo. La parte della facciata sovrastante il cornicione è stata eseguita nel 1761 e presenta un timpano sagomato il cui vertice è sovrastato da una grande croce di ferro issata nel 1799.
La prospettiva è arricchita dalle quattro rampe della scalinata in pietra realizzate nel 1733 dal maestro scalpellino cerretese Antonio di Lella su progetto del regio ingegnere Bartolomeo Tritta. Dopo aver salito i primi scalini si raggiunge un pianerottolo di fronte al quale è posto lo stemma in pietra della confraternita del Santissimo Corpo di Cristo (il calice e l'ostia) che si adoperò per la ricostruzione dell'architettura. Alle due estremità del pianerottolo due scale curve salgono fino al sagrato dove si congiungono con le altre due scale, queste ultime rettilinee, che partono rispettivamente da via Sannio e da corso Giuseppe D'Andrea.
Il parapetto in pietra che protegge tutte e quattro le rampe è costituito da 110 "palaustri", da 15 "pilastrini con due mezzi palaustri attaccati ai lati" e da 15 sfere che poggiano su altrettanti coni. La magnifica opera lapidea, di gusto barocco, assume la funzione di unione fra la piazza e la chiesa.
I tre portali in pietra, presentano dei frontoni sporgenti, triangolari per i portali laterali e semicircolare per il portale centrale. Al di sopra dei portali laterali figurano due stucchi raffiguranti il calice e lo Spirito Santo.
Durante la costruzione delle scalinate furono usati anche materiali provenienti dalla vecchia collegiata di Cerreto antica. In particolare al di sotto dello stemma della confraternita del Santissimo Corpo di Cristo è possibile vedere delle pietre scolpite con putti ad altorilievo, mentre nei pressi dei portali laterali sono state collocate delle pietre scolpite in bugnato a punta di diamante. Al centro del sagrato è invece incastonata una meridiana proveniente da Cerreto antica.

#### Campanile

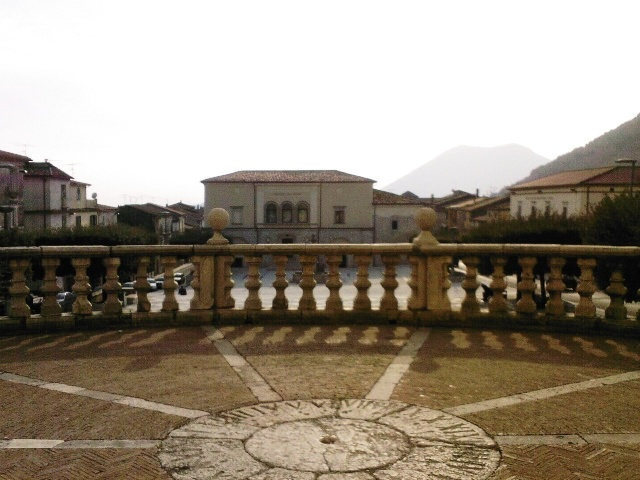
Il sagrato con al centro la meridiana di epoca romana

Il campanile si affaccia su corso d'Andrea ed è accessibile da una porta sita nel transetto destro della chiesa. Realizzato provvisoriamente agli inizi del XVIII secolo, nel 1729 venne dichiarato "pericolante" dal vescovo, il quale ordinò di rifarlo in forma migliore. Nel 1732 subì un primo intervento di restauro ma solo tra il 1742 ed il 1745 venne realizzata l'attuale torre campanaria a spese della confraternita del Santissimo Corpo di Cristo.
Forse a causa di ragioni economiche o per precauzioni antisismiche non fu possibile realizzarlo secondo quanto previsto nel progetto originario, che ricalcava la fisionomia dell'alto campanile della collegiata di Cerreto antica. La torre campanaria, di altezza modesta, è priva di elementi architettonici rilevanti e possiede una solida e grossa base sproporzionata rispetto alle mura sovrastanti.
Il campanile presenta due fornici sovrastati da un cornicione e quindi da un modesto timpano dove svettano due piccole campane che sono collegate all'orologio e scandiscono i quarti d'ora. Nei fornici sono site tre campane in bronzo che dal 1990 funzionano elettricamente. La "campana mezzana" fu benedetta il 19 giugno 1731 dal vescovo Francesco Baccari e le furono imposti i nomi di Barbara, Angela, Maria, Aurelia.
Nella parete laterale destra del campanile durante i lavori di restauro degli anni 1980 è stato portato alla luce un terzo fornice che probabilmente faceva parte del campanile originario riattato nel 1742.

### Interno

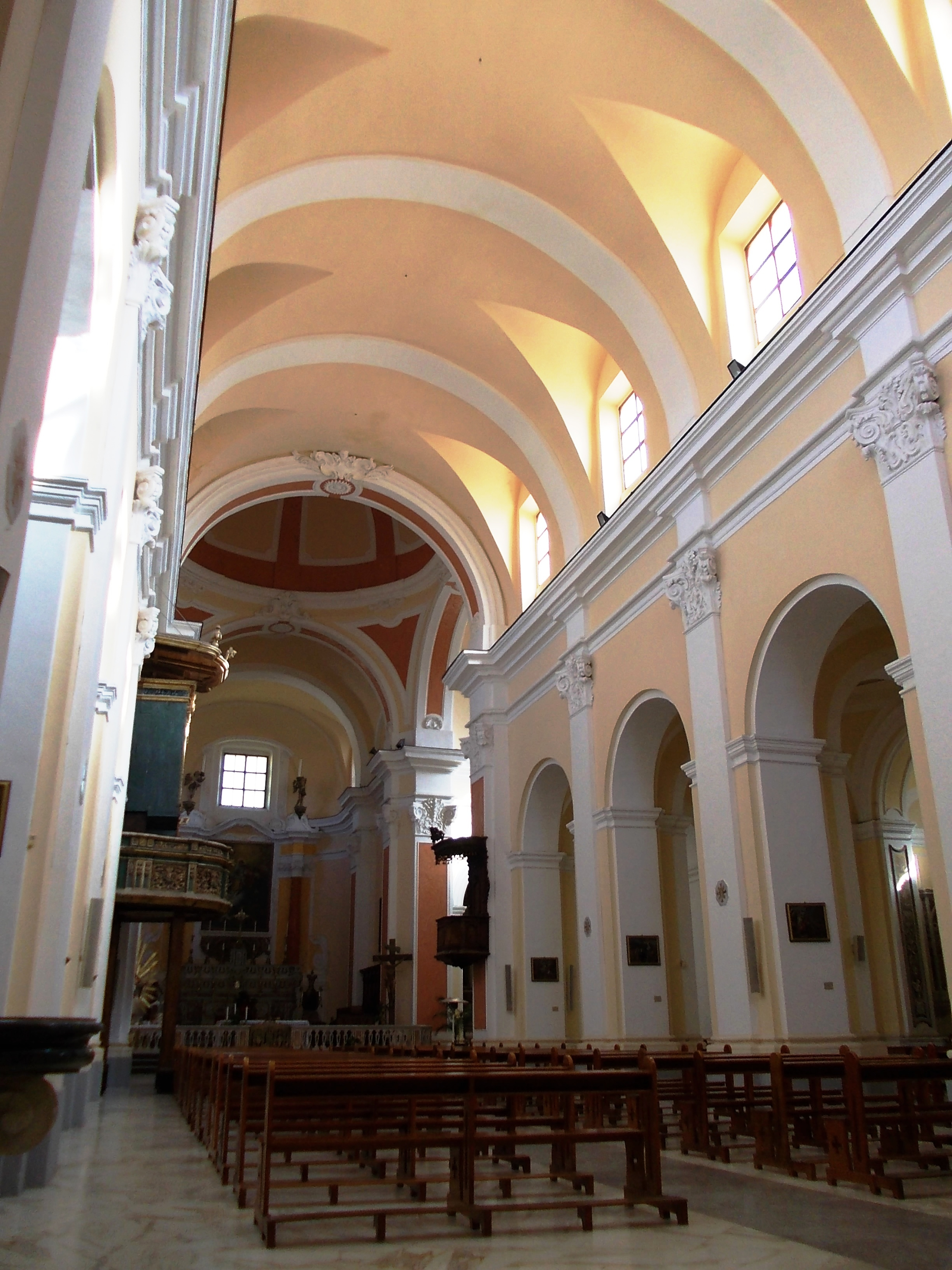
Scorcio della navata centrale.

L'organo, in stile barocco, è stato sistemato nella collegiata nel 1870 quando venne trasferito dalla chiesa di Sant'Antonio (Cerreto Sannita).

L'interno, ampio e luminoso, è a tre navate con cappelle laterali, transetto, cupola e presbiterio. La collegiata è la chiesa più ampia della diocesi con una superficie di 2.000 m² (contro i 1.600 della Cattedrale di Cerreto Sannita), una lunghezza di 58,50 metri ed una larghezza di 32,40 metri.
Le navate laterali sono separate dalla centrale da cinque arcate per ciascun lato.

#### Navata centrale
La navata centrale è stata realizzata intorno al 1720.
Gli stucchi, eseguiti dal milanese Giovanni Battista Borrelli (1761), hanno un sapore già neoclassico e sono molto meno ricchi ed articolati di quelli eseguiti dallo stesso Borrelli nella chiesa di San Gennaro (Cerreto Sannita).
Le due grandi acquasantiere, pagate 95 ducati, furono realizzate nel 1739 dai fratelli Carmine e Gennaro Pagano di Napoli. Esse, adiacenti ai due pilastri di ingresso, presentano una ricca decorazione di marmi bianchi, gialli, rossi, azzurri e scuri.
Di fronte all'organo si erge il pulpito pensile in legno di noce, ricco di intagli, realizzato nel 1762 da un maestro falegname di Benevento. Il pulpito venne offerto dall'universitas a compimento di una promessa siglata nel 1738 con gli economi della confraternita del Corpo di Cristo. La promessa prevedeva la realizzazione di un pulpito a spese della civica amministrazione in cambio dell'uso perpetuo di una sorgente d'acqua sita su un terreno di proprietà della collegiata. Il notaio Nicola Mastrobuoni così descrisse il pulpito appena venne inaugurato: «è di tutta perfezione e soddisfazione; non solo ad essi Sign. Governatore ed Economo ma anche di tutti i Sign. canonici di detta Collegiata, e popolo tutto, poiché è di noce impellicciata da un Maestro Beneventano, con fenimenti d'intagli [...] e cornice di noce con indoratura, [...] decente insomma, e come detta Chiesa lo ricercava, tanto che si sono spesi in tutto ducati cento [...]» Il sacerdote può ascendere al pulpito mediante una stretta scala ricavata all'interno del pilastro.
Nella navata centrale sono esposti i quattordici quadretti della Via Crucis, realizzati da un ignoto pittore nel Settecento.

##### L'organo a canne
Nell'ultima arcata a sinistra della navata centrale è posizionato l'organo, con cassa in stile barocco. Un primo organo venne realizzato nel 1696 da Felice Cimmino di Giugliano in Campania.
Lo strumento realizzato da Cimmino venne sostituito, nella seconda metà del XIX secolo, dall'organo attuale. La balaustra, il baldacchino, la cassa e le decorazioni esterne, del XVII secolo, facevano parte dell'antico organo della chiesa di Sant'Antonio, che, dopo il terremoto del 26 luglio 1805, rimase per diversi decenni nei depositi della Cattedrale di Cerreto Sannita. Nel 1870 le strutture decorative vennero trasferite all'interno della collegiata. Nello stesso anno Domenico Petillo di Napoli realizzò la parte meccanica dello strumento, tuttora funzionante, e in particolare «pancone, mantici e tutti gli oggetti addetti al funzionamento dell'organo». Un cartiglio visibile all'interno dello strumento, dietro al pannello di chiusura della pedaliera, ricorda che l'organo fu benedetto dal vescovo Luigi Sodo la notte di Natale del 1870.
Il prospetto è tripartito e le canne in facciata sono sovrastate da ricchi racemi in legno dorato. La stessa decorazione è presente nella balaustra. Sino all'unificazione italiana l'amministrazione comunale retribuiva un organista, che suonava durante le messe domenicali e nelle altre festività. Nel 1813 lo stipendio annuo dell'organista era di 19,80 lire, contro le 440 lire del maestro elementare.
Lo strumento è stato sottoposto ad un accurato restauro nel 2007. Durante il restauro si è provveduto a ripulire il mantice, a reimpostare la pressione allo stato originale (45 m.bar.), a smontare e a verniciare i somieri ed a riparare le canne che presentavano ampi tagli dovuti a maldestri interventi sull'accordatura.
L'organo presenta una sola tastiera di 45 tasti con prima ottava scavezza e pedaliera.
Al di sotto della balaustra dell'organo vi è un dipinto di scarsa fattura.

#### Navata sinistra

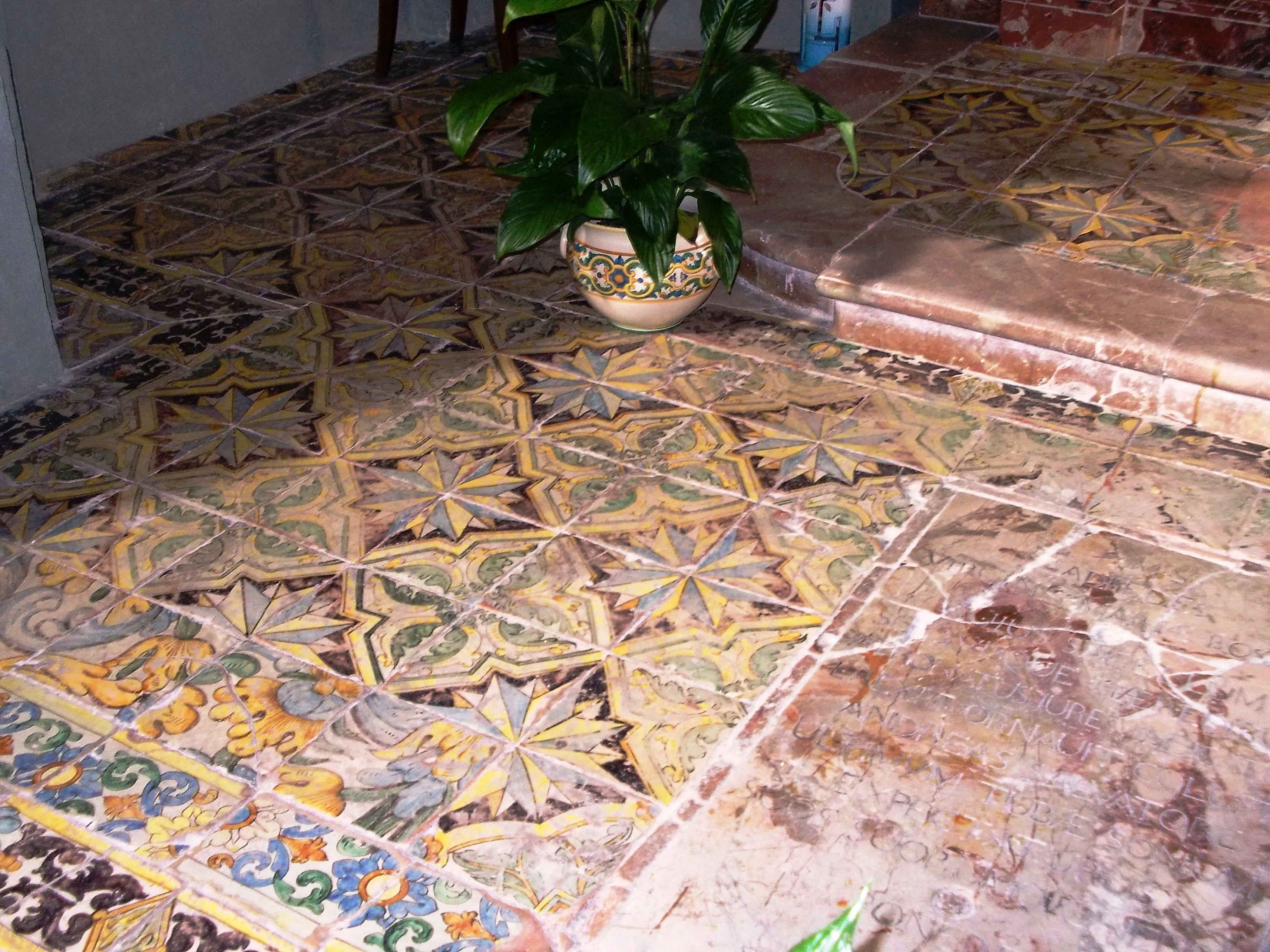
Pavimento in ceramica cerretese antica nella quinta cappella della navata sinistra.

La navata sinistra fu la prima delle tre navate ad essere completata (1713). Vi si affacciano cinque cappelle:
- Prima cappella: tempietto degli inizi del XX secolo contenente il gruppo scultoreo in cartapesta della Madonna di Pompei. Originariamente la cappella era dedicata a Santa Apollonia.[58]
- Seconda cappella: sull'altare si trova la statua della Madonna Immacolata (XIX secolo) mentre alle pareti sono esposte delle tavole dipinte che trovavano posto nel soffitto della chiesa della Madonna del Soccorso (Cerreto Sannita).[59]
- Terza cappella: olio su tela dell'artista locale Lucantonio D'Onofrio raffigurante Sant'Andrea Avellino. Il santo viene immortalato mentre perde i sensi durante la celebrazione eucaristica, fra la sorpresa dei fedeli. Due sacerdoti sorreggono il santo mentre diversi putti assistono alla scena. Il D'Onofrio dipinse la tela ispirandosi ad un'opera che Francesco Celebrano realizzò per il Santuario della Madonna delle Grazie (Cerreto Sannita).[60]
- Quarta cappella: intitolata alla Madonna della Purità, fu voluta da Luca Carizza. Portata a termine nel 1730, è abbellita da un dipinto dai colori tenui e luminosi, raffigurante la Madonna della Purità fra i santi Liborio e Giuseppe. Due angeli incoronano la Vergine mentre in basso a destra una mattonella scomposta rispetto al pavimento mostra la firma del pittore partenopeo Paolo de Falco e la data 1727. L'altare è in marmo rosato mentre il pavimento, in ceramica cerretese antica, è costituito da motivi a rosa dei venti ed a festone. La predella presenta una bella decorazione floreale eseguita dal ceramista cerretese Domenico Marchitto nel 1728. Alle pareti laterali San Luca e San Francesco, due tele ovali settecentesche.[61]
- Quinta cappella. Voluta da Andrea Salvatore, facoltoso imprenditore, fu progettata da Giovanni Battista Manni e venne iniziata nel 1714. Al 1716 risale il dipinto del pittore napoletano Paolo de Falco raffigurante la Madonna del Rosario fra i santi Antonio, Domenico, Caterina e Rosa. Nel dipinto, in basso a destra, campeggia lo stemma della famiglia Salvatore, che è riprodotto anche nello stucco che sovrasta l'arco di ingresso alla cappella. Il pavimento in ceramica cerretese antica fu eseguito da Nicolò Russo ed è costituito da rose dei venti e festoni dai tipici colori della ceramica locale settecentesca. Alle pareti laterali San Pasquale e Santa Rosa da Viterbo, statuette in terracotta dipinta. A pavimento si trova la tomba di Andrea Salvatore, mentre nello spazio antistante la cappella è posto il sepolcro di Andrea Mazzarella, patriota e letterato cerretese.[62]

#### Cappella del Santissimo Sacramento

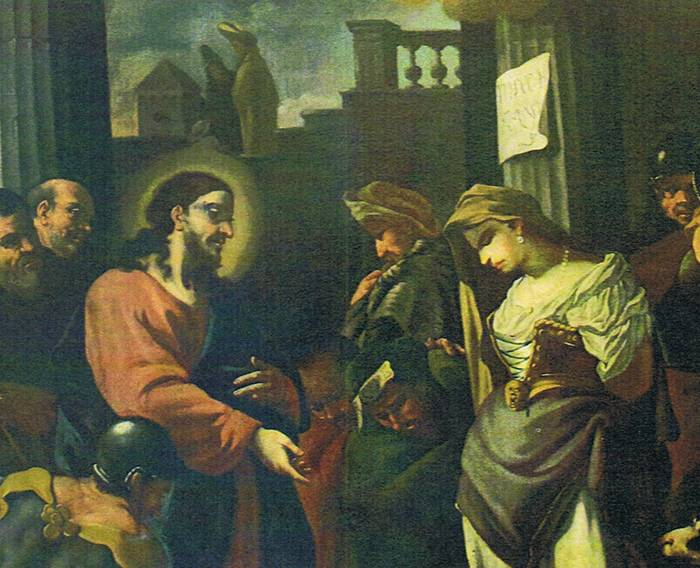
Cristo con ladultera, olio su tela di Lucantonio D'Onofrio (1758). La figura femminile fece molto scalpore all'epoca a causa del collo, lasciato scoperto dall'artista.

La cappella del Santissimo Sacramento si affaccia sul transetto, a sinistra di chi guarda il presbiterio. Fu il primo ambiente della chiesa ad essere completato tanto che nel luglio del 1689, poco più di un anno dopo il terremoto, venne adibito alla celebrazione eucaristica. La cappella come la si può vedere attualmente venne realizzata solo intorno al 1735 quando venne commissionato l'altare in marmi policromi intarsiati, eseguito dai fratelli Pagano e costato 220 ducati. Ai lati dell'altare i due angeli in marmo bianco sono stati rifatti negli anni 1980 dopo che alcuni ladri avevano asportato gli originali.
Sulla parete di fondo, in attesa di sistemarvi un dipinto di maggiore pregio, venne realizzato un affresco di scarsa fattura, tanto che nel 1735 il visitatore vescovile don Vincenzo Piscitelli ne ordinò l'immediata cancellazione perché «moveatur ad risum» (ispirava riso). Durante i lavori di restauro degli anni 1980 sono emerse, nell'intonaco, tracce di questo affresco.
Ora l'altare è sovrastato dall'Ultima Cena di Lucantonio D'Onofrio (1738). La luce, all'interno del dipinto, è irradiata dal volto del Cristo e dal pane che viene inteso come pane di vita e perciò fonte di luce. Lo circonda una ricca cornice di stucchi.
Sulla parete destra è esposto un altro dipinto del D'Onofrio raffigurante il miracolo della manna nel deserto (1741). In essa campeggia Mosè che indica con la verga il miracolo ottenuto da Dio.
Sulla parete sinistra è esposta un'altra opera del D'Onofrio che rappresenta Cristo con l'adultera (metà del XVIII secolo). La figura femminile dovette fare molto scalpore all'epoca, dal momento che il vicario vescovile don Vincenzo Pescitelli, durante una visita in chiesa nel 1758, ordinò di rifare la figura femminile "con migliore forma". Pescitelli ordinò, nel frattempo, di stendere un telo nella navata centrale e di riservare la parte antistante la cappella esclusivamente alle donne al fine di evitare distrazioni e tentazioni agli uomini. Non si sa se la figura femminile nel dipinto venne rifatta o meno ma durante gli ultimi lavori di restauro non sono state trovate tracce di rifacimenti.

#### Transetto
Nel 1704 i canonici della collegiata protestarono vivacemente contro l'elezione a canonico di Andrea Ciaburro, asserendo che il Ciaburro era «persona affatto incapace, ed inabile ad ottenere detto canonicato [...] per la sua notoria ignoranza ed illetteranza». Il Ciaburro, quasi a discolparsi, rispose di «non aver mai preteso di esser canonico [...] il quale (titolo) è stato conferito dalla bontà di Monsignor Illustrissimo». A cavallo fra XVII e XVIII secolo nella diocesi erano in molti i sacerdoti analfabeti o non adeguatamente istruiti a causa della mancanza di un seminario diocesano che, dopo il terremoto del 5 giugno 1688, ancora non si era provveduto a ricostruire. Tanto è vero che in una lettera del 1696 il vescovo Biagio Gambaro scrisse: «l'animo mio si rattrista massimamente (per)ché la Diocesi è piena d'ignoranza a causa della mancanza del Seminario».
Nel braccio sinistro del transetto è situato l'altare della Pietà o di Santa Maria del Soccorso, citato per la prima volta nel 1703. Con breve apostolico di papa Benedetto XIV fu dichiarato "altare privilegiato". L'attuale rivestimento in marmo risale al 1884 e fu eseguito a spese della famiglia Magnati e dell'associazione Apostolato della preghiera. Il dipinto che lo sovrasta (1750) è opera firmata da Lucantonio d'Onofrio raffigura la Madonna che piange sul corpo senza vita di Gesù.
Nel braccio destro del transetto si trova l'altare di San Michele Arcangelo, rivestito in marmo nel 1883 ad opera del canonico Luigi Fazzini. La tela (1750), attribuita a Lucantonio D'Onofrio, raffigura l'Arcangelo che con la sua spada fiammeggiante respinge gli angeli ribelli.
Nel braccio destro del transetto sono site, entro due espositori in legno, due statue del XIX secolo raffiguranti San Martino Vescovo ed il Sacro Cuore di Gesù.
La cupola, completata nel 1701, è costituita da otto costoloni che convergono verso lo stucco centrale raffigurante il calice e l'ostia.

#### Sagrestia
La sagrestia fu iniziata nel 1734 dal muratore Giovanni del Nigro di Vitulano, il quale si aggiudicò la gara d'appalto chiedendo 33 grana per ogni canna eseguita; a carico della confraternita andavano tutti i materiali. I lavori dopo non molto tempo furono sospesi dal vicario vescovile perché la costruzione veniva a poggiare contro il muro del giardino del palazzo del viceconte, contravvenendo alle norme civili e canoniche. Si decise così di lasciare uno stretto vicolo fra le mura del giardino e della sagrestia. Questo vicolo nel 1811 venne chiuso per motivi igienici.
Nella sagrestia sono conservate sculture e tele settecentesche come un pregevole dipinto raffigurante la Madonna Addolorata, eseguito dal napoletano Gennato Sarnelli nel 1730.
La settecentesca porta in legno che dà nel deposito è riccamente intagliata.
Il lavabo in marmo bianco è forse opera dei fratelli Pagano ed è circondato da maioliche locali del XIX secolo.
Nel locale che precede la sagrestia è esposta una raccolta di antiche ceramiche cerretesi, costituita prevalentemente da riggiole del XVIII-XIX secolo e da alcuni embrici maiolicati gialli e verdi che erano siti sulla cupola della chiesa e, forse, sul campanile.

#### Presbiterio

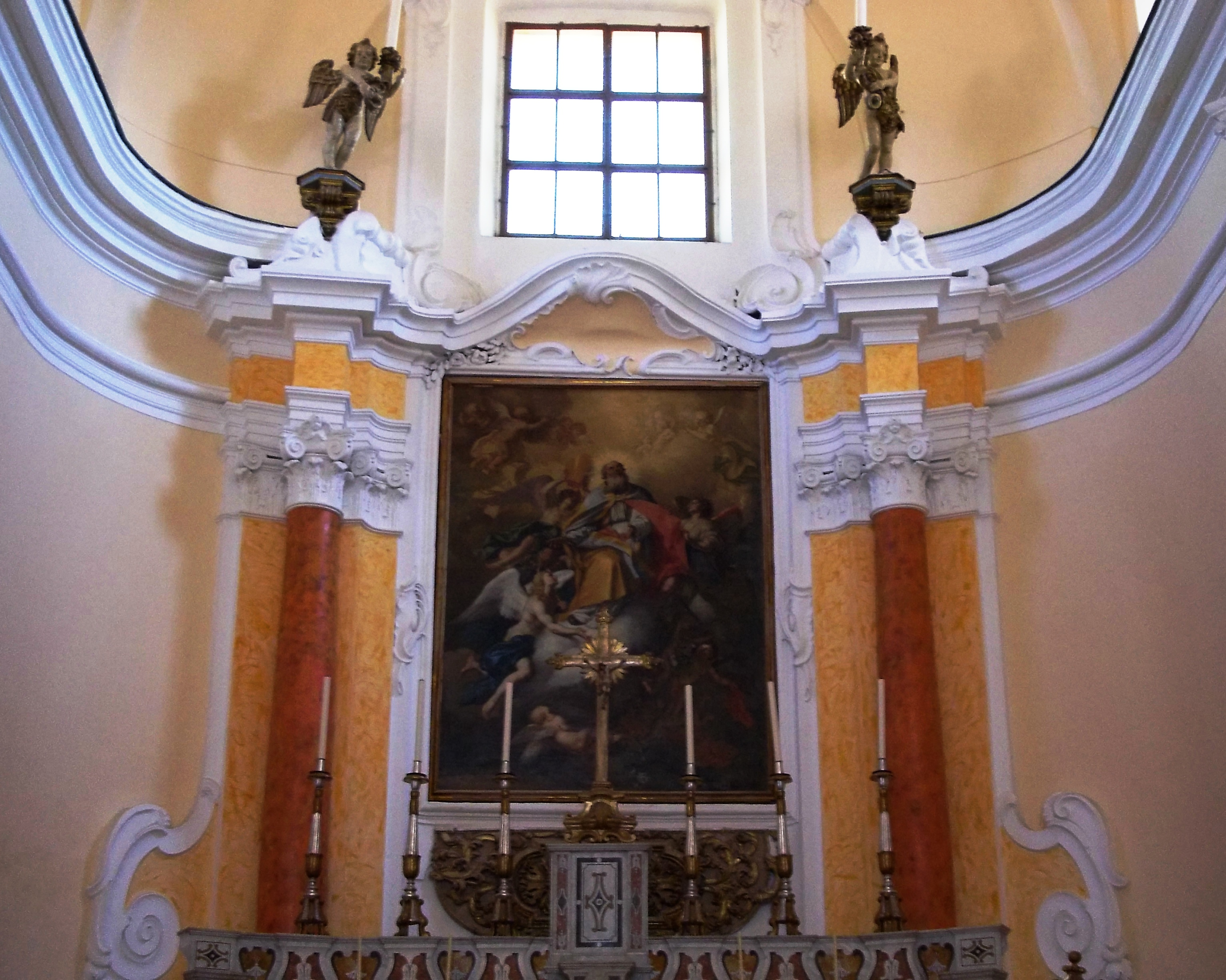
Particolare del presbiterio, progettato dall'architetto Giovanni Battista Antonini.

Il presbiterio fu iniziato intorno al 1730 su progetto dell'architetto napoletano Giovanni Battista Antonini. I lavori di abbellimento avvennero solo intorno al 1760 quando furono eseguite le pregevoli stuccature dell'abside e gli stalli lignei dove sedevano i funzionari della collegiata (l'arciprete, gli undici canonici ed i sei mansionari).
Nel 1759 fu sistemato l'altare maggiore in marmi intarsiati, opera dei fratelli Pagano di Napoli, per una spesa complessiva di 390 ducati. Il paliotto, costituito da un'unica lastra, presenta al centro una croce adornata da ricchi motivi floreali. La parte terminale fu aggiunta successivamente per dare maggiore slancio all'altare.
L'altare in legno antistante, riccamente intagliato, è stato eseguito nel 1990 dalla bottega Di Meola di Cerreto Sannita.
Il grande dipinto raffigurante la gloria di San Martino è opera del pittore napoletano Paolo de Falco (1714). Il santo compare su una nuvola, attorniato da numerosi angeli e putti. Un angelo sta per porre la mitra sul capo del vescovo di Tours mentre un altro angelo, a sinistra, regge il pastorale. A destra, quasi nascosto dall'ombra del santo, un angelo regge la spada che ricorda la tradizione di Martino soldato, che durante una fredda giornata divise un suo mantello con un povero.
Le due colonne ai lati del grande dipinto sono sovrastate da due angeli reggilampada, scolpiti su legno.
Ai lati dell'altare maggiore sono ubicate due sculture lignee: Gesù risorto (a sinistra) e la Madonna della Libera (a destra), pregevole scultura in stile romanico-bizantino proveniente dalla chiesa della Madonna della Libera.
Il crocifisso ligneo, di pregevole fattura, è stato eseguito dal muratore cerretese Felice Antonio Di Crosta (1849). Dopo la realizzazione di quest'opera il Di Crosta venne invitato a studiare arti applicate a Napoli, ma egli rifiutò.
Alle pareti sono site due tele del XVIII secolo: l'Assunzione della Vergine (a sinistra, proveniente dalla chiesa di Santa Maria (Cerreto Sannita)) e la Fuga in Egitto (a destra, proveniente dalla chiesa di San Giuseppe (Cerreto Sannita)).

#### Navata destra

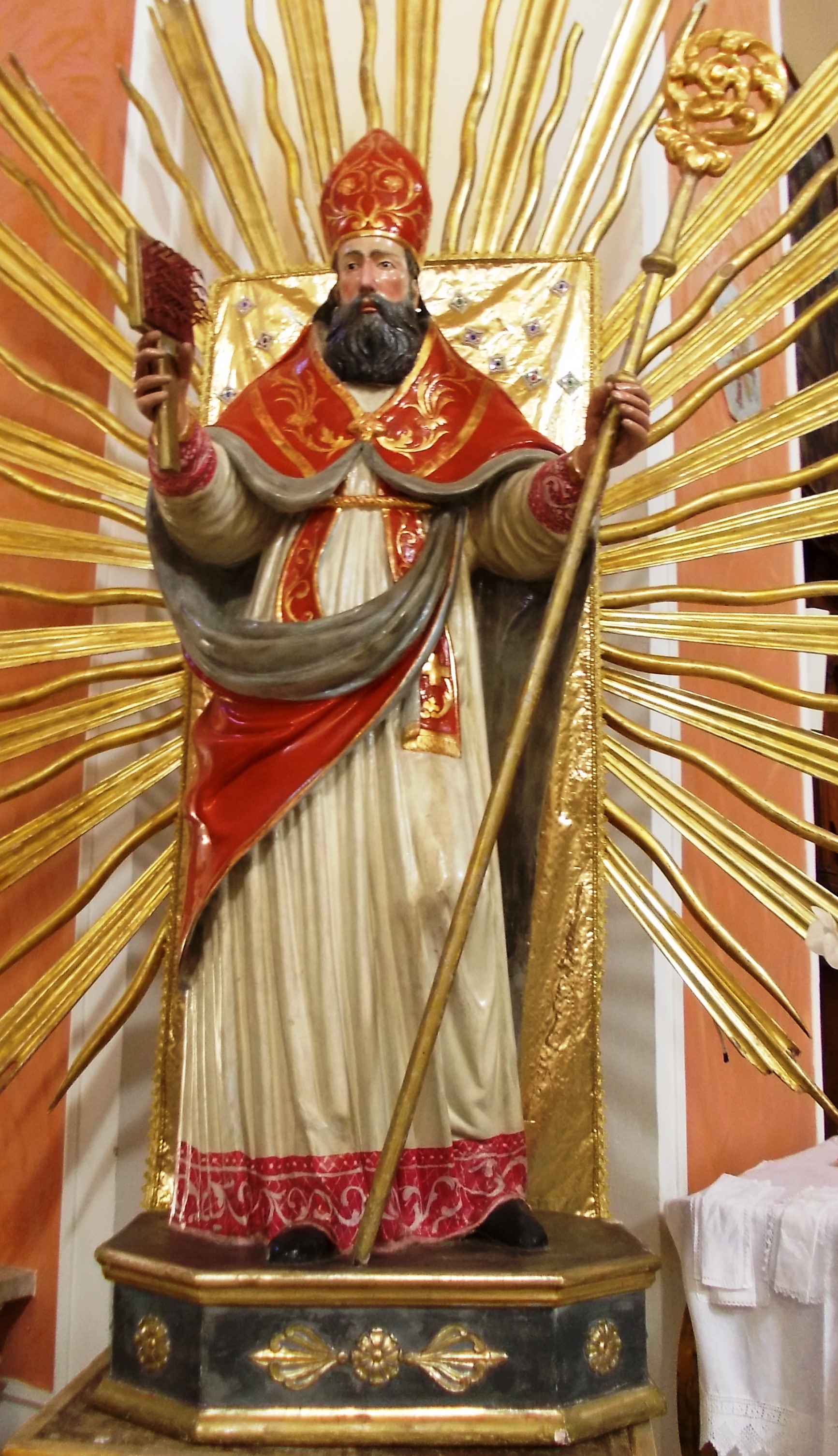
Statua lignea di San Biagio (XVII secolo), che si venera il 3 febbraio.

Sulla navata destra, come sulla sinistra, si affacciano cinque cappelle:
- Prima cappella: vi si trova il fonte battesimale in pietra fornito di un coperchio in rame sbalzato realizzato dal cerretese Armando Di Lauro nel 1991. La pala della Madonna del Soccorso, proveniente dall'omonima chiesetta di campagna, è in legno intagliato ed è costituita da due colonne scanalate con capitelli di ordine corinzio. Le colonne sorreggono un architrave in legno intagliato con motivi floreali e putti. All'interno della pala è incastonato un dipinto raffigurante la Madonna che con un braccio regge Gesù Bambino mentre con la mano destra è nell'intento di bastonare il diavolo, steso per terra a fianco al suo forcone. Numerosi putti assistono alla scena, due dei quali reggono la corona della Madonna mentre un bambino si nasconde dietro la veste della Vergine. Alle pareti laterali due tavole di legno dipinte raffiguranti la Speranza e la Fede.[45]
- Seconda cappella: vi si erge un tempietto realizzato nel 1954 per contenere la statua di Santa Rita. Le decorazioni a tempera del tempietto sono del pittore cerretese Francesco Barile. A sinistra, entro una nicchia, si trova la statua di cartapesta di Santa Teresa. A destra trova posto la Resurrezione, ceramica di Magda Kluska (2005).[45]
- Terza cappella: originariamente dedicata a Gesù Crocifisso, nel 1904 vi fu posta la statua del Cristo Redentore, venerata il 31 luglio di ogni anno. La statua venne realizzata grazie ad un contributo di 10 lire da parte della Santa Sede ed alle offerte dei fedeli cerretesi e degli emigrati in America. Le decorazioni a tempera sono dei pittori Domenico e Luigi Biondi mentre i marmi sono opera di Raffaele Giordano agli inizi del Novecento.[43]
- Quarta cappella: fu voluta dalle "monache bizoche" o "monache di casa", una quarantina di donne nubili che nel 1742 si associarono allo scopo di abbellire questa cappella che dedicarono a Santa Lucia. Il paliotto in stucco, colorato e dorato, orna un dipinto nel quale è raffigurata la santa che con la mano sinistra regge un piatto con i propri occhi. Entro una nicchia si trova una statua lignea della stessa santa eseguita nel 1886 a devozione di Concetta di Meola. Nella cappella si conserva anche un dipinto di modeste dimensioni raffigurante Sant'Apollonia, protettrice dei denti.[70]
- Quinta cappella: nella nicchia sull'altare campeggia la statua lignea di San Biagio, citata già nel 1697. La statua è oggetto di una profonda devozione il 3 febbraio di ogni anno quando vengono distribuite delle porzioni di pane benedetto che vengono mangiate subito dopo aver unto con olio la gola. Durante l'unzione della gola è tradizione che il sacerdote reciti le seguenti parole: «In nome di San Biagio, vescovo e martire, ti libero dal male di gola e da ogni altro male». Sotto la volta è sita una tela raffigurante la Madonna con Sant'Alessio Falconieri, eseguita a devozione del notaio Nicola Mastrobuoni nel 1730. Sulla parete sinistra entro una cornice in stucco si può ammirare l'Ecce Homo, dipinto proveniente da Cerreto antica; sulla parete destra Crocifissione.[71]

#### Cappella della Madonna Addolorata
La cappella, sita a destra di chi guarda il presbiterio, era originariamente dedicata a San Biagio. Nel XIX secolo fu dedicata alla Beata Vergine dei sette dolori e venne dotata di una statua e di un altare in marmo.
La cappella ospita il sacrario ai caduti cerretesi di tutte le guerre e vi si conservano numerose foto e lettere che i militari spedivano dal fronte.